# Domenico Pompili

Wappen von Domenico Pompili als Bischof von Rieti

Domenico Pompili (* 21. Mai 1963 in Rom, Italien) ist ein italienischer Geistlicher und römisch-katholischer Bischof von Verona.

## Leben
Domenico Pompili empfing am 6. August 1988 das Sakrament der Priesterweihe für das Bistum Anagni-Alatri.
Nach der Priesterweihe war er bis 1999 persönlicher Sekretär von Bischof Luigi Belloli und Beauftragter des Bistums für die soziale Kommunikation. Außerdem war er Pfarrer in Vallepietra. Während dieser Zeit absolvierte er weiterführende Studien in Moraltheologie an der Päpstlichen Universität Gregoriana, an der er 1990 das Lizenziat erwarb und 2001 zum Dr. theol. promoviert wurde. Ab 1990 lehrte er Moraltheologie am theologischen Institut Leonianum in Anagni. Von 2000 bis 2006 war er Bischofsvikar für die Pastoral und leitete weiterhin das Diözesanamt für die soziale Kommunikation. Zusätzlich war er Diözesanassistent der Katholischen Aktion und bis 2005 Pfarrer der Konkathedrale in Alatri.
Ab Oktober 2005 war er als Studienassistent für das Generalsekretariat der Italienischen Bischofskonferenz tätig, in dessen Auftrag er die Verbindung zu verschiedenen Rundfunksendern hielt. Ab 2007 leitete er das nationale Büro für soziale Kommunikation und war seit 2009 Untersekretär der Bischofskonferenz. Außerdem gehörte er dem Verwaltungsrat der katholischen Tageszeitung Avvenire an.
Am 15. Mai 2015 ernannte ihn Papst Franziskus zum Bischof von Rieti. Die Bischofsweihe spendete ihm der Erzbischof von Genua, Angelo Kardinal Bagnasco, am 5. September desselben Jahres. Mitkonsekratoren waren sein Amtsvorgänger Delio Lucarelli, der Bischof von Anagni-Alatri, Lorenzo Loppa, der Generalsekretär der Italienischen Bischofskonferenz, Nunzio Galantino, und der Altbischof von Viterbo, Lorenzo Chiarinelli. Vom 29. Oktober 2020 bis zum 28. November 2021 war Pompili zusätzlich Apostolischer Administrator des vakanten Bistums Ascoli Piceno.
Am 2. Juli 2022 ernannte ihn Papst Franziskus zum Bischof von Verona. Die Amtseinführung fand am 1. Oktober desselben Jahres statt. Gleichzeitig leitete Pompili das Bistum Rieti bis zur Bischofsweihe seines Nachfolgers am 21. Januar 2023 als Apostolischer Administrator.